# Plan Missouri
Le Plan Missouri (à l'origine le Missouri Nonpartisan Court Plan, également connu sous le nom de plan de mérite) est une méthode de sélection des juges. Comme son nom l'indique,  il a été inventé au Missouri en 1940 et a été adopté par de nombreux États des États-Unis. Des méthodes similaires sont utilisées dans certains autres pays.
Dans le cadre du Plan Missouri, une commission non partisane examine les candidats à un poste de magistrat. La commission envoie ensuite au gouverneur une liste des candidats considérés comme les plus qualifiés. Le gouverneur dispose alors de soixante jours pour sélectionner un candidat dans la liste. Si le gouverneur ne fait pas de sélection dans les soixante jours, la commission procède à la sélection.
Aux élections générales le plus tôt après la fin d'un an de service, le juge doit se soumettre à un vote de rétention. Si une majorité vote contre le maintien en poste, le juge est démis de ses fonctions et le processus recommence.  Si la majorité vote en faveur du maintien en poste, le juge effectue un mandat complet.
En 2016, 38 états fédérés américains appliquent une méthode de sélection et le vote de rétention fondée sur le mérite pour certains juges ou tous les juges. Vingt-cinq états fédérés américains ont une commission de nomination pour sélectionner tous les candidats des cours d'État de dernier ressort. Huit états fédérés américains ont des commissions qui remplissent les vacances intérimaires dans les plus hautes juridictions. Vingt états fédérés américains utilisent des votes de rétention pour les juges qui souhaitent siéger dans les plus hautes juridictions d'État au-delà de leur mandat initial. 

## Commissions judiciaires non partisanes
Dans le cadre du Missouri Nonpartisan Court Plan, une commission judiciaire non partisane examine les demandes, interroge les candidats et sélectionne un panel judiciaire. Pour la Cour suprême et les cours d’appel, la Commission judiciaire d’appel fait la sélection. Il est composé de trois avocats élus par des membres du barreau du Missouri (l'organisation de tous les avocats licenciés dans cet état), de trois citoyens choisis par le gouverneur,  et le juge en chef, qui assure la présidence. Chacun des trois districts géographiques de la cour d’appel doit être représenté par un avocat et un citoyen membre de la Commission judiciaire d’appel.
Chaque tribunal de circuit des comtés de Clay, Greene, Jackson, Platte et St. Louis, et  de la ville de Saint-Louis dispose de leur propre commission judiciaire de circuit. Ces commissions sont composées du juge en chef de la cour d'appel du district dans lequel se trouve le circuit, deux avocats élus par le barreau et deux citoyens choisis par le gouverneur. Tous les avocats et citoyens doivent vivre dans le circuit pour lequel ils servent la commission judiciaire.

## Histoire et diffusion du plan
Dans la lignée des autres réformes préconisées pendant l'ère progressiste américaine, les juristes ont avancé des idées dans les premières décennies des années 1900 pour réduire ou supprimer le rôle de la politique dans la sélection des juges, en particulier des juges de circonscription ayant des responsabilités dans le travail quotidien des tribunaux. Un exemple de ce plaidoyer est le programme de sélection au mérite préconisé par Albert M. Kales dans son ouvrage Unpopular Government in the United States (1914). 
Le soutien à la sélection au mérite a augmenté en raison de la corruption perçue des chefs politiques urbains. Les électeurs du Missouri ont adopté le système par pétition d'initiative en novembre 1940 après plusieurs élections judiciaires très controversées, fortement influencées par la machine politique de Tom Pendergast.  La plupart des juges associés et de circuit sont élus. Cependant, la constitution de l'État exige que ces juges du comté de Jackson (Kansas City) et de la ville de Saint-Louis soient sélectionnés selon le système non partisan. De même, les électeurs des comtés de Clay et Platte (parties de Kansas City), du comté de St. Louis et du comté de Greene (Springfield) ont choisi de nommer ces juges selon le système non partisan. Après que le Missouri ait adopté cette méthode de sélection des juges, plusieurs autres états fédérées l'ont adoptée, en totalité ou en partie.  Le plan a été présenté par un comité présidé par Luther Ely Smith, «fondateur» du parc national de Gateway Arch . 
Le plan des tribunaux non partisans du Missouri a servi de modèle à trente-quatre autres États qui utilisent la sélection au mérite pour pourvoir certains ou tous les postes vacants à la magistrature.  23 États utilisent la méthode ou une variante pour la composition de leur Cour suprême. 
La Californie utilise une version fortement modifiée dans laquelle le gouverneur peut théoriquement nommer tout avocat californien qui a exercé pendant dix ans. Mais alors le candidat doit subir une évaluation par la Commission on Judicial Nominees Evaluation (JNE) du barreau de la Californie, qui transmet ensuite une évaluation non contraignante au gouverneur. Pour les postes au sein de la cour supérieure de la Californie, le gouverneur peut prendre rendez-vous après avoir reçu un rapport de JNE. Pour les postes au sein de la cour d'appel, le gouverneur soumet la candidature à la Commission des nominations judiciaires, composée du juge en chef, du procureur général et du juge présidant le district de la cour d'appel concerné (ou du juge le plus âgé présidant pour les nominations à la Cour suprême) . Le CJA tient une réunion publique et reçoit le rapport de la Commission JNE, puis décide de confirmer ou non le candidat. Une fois confirmé, le juge peut prendre ses fonctions mais doit ensuite passer par des votes de rétention  (à des intervalles différents pour chaque niveau de la magistrature).

## Critiques
Le plan Missouri n'est pas sans critiques. Il existe plusieurs façons de pourvoir des postes judiciaires qui sont utilisées dans d'autres États. Il s'agit notamment des élections directes (partisanes ou non partisanes), des élections par la législature de l'État ou de la nomination par le gouverneur avec l'avis et le consentement du Sénat de l'État. Le Missouri avait précédemment utilisé toutes ces méthodes avant d'adopter le plan de la Cour non partisane en 1940.

### Une influence excessive des avocats
Better Courts for Missouri a fait valoir que les failles du plan Missouri donnent trop de contrôle aux avocats plaidants de haut niveau sur la sélection judiciaire. Selon le directeur exécutif de l'organisation, «il s'agit d'un petit groupe insulaire qui a ses intérêts. Ils ont beaucoup à ajouter au processus, mais nous ne pensons pas qu'ils devraient dominer le processus - (et ils) ne sont en aucun cas responsables devant les Missouriens. " 
Le professeur Stephen Ware de l'Université du Kansas a écrit à propos du plan Missouri: "Le barreau étant un segment élitiste de la société, les états qui donnent aux avocats plus de pouvoir que leurs concitoyens sont à juste titre qualifiés d'élitistes ".  Ware a continué:

« ...même les systèmes de commissions ont une légitimité démocratique dans la mesure où les membres de la commission de nomination sont nommés par des fonctionnaires élus par le peuple. Les principes démocratiques sont toutefois violés lorsque les membres de la commission sont sélectionnés par "une minorité de personnes, c'est-à-dire des avocats de leur région".  C'est bien sûr le cœur du plan du Missouri : le barreau peut choisir une partie des membres de la commission, mais il refuse de compenser ce pouvoir par une confirmation du Sénat ou d'un autre organe élu par le peuple. Et c'est ce noyau qui prive le Plan Missouri de sa légitimité démocratique. »

### Faible diversité de la Commission
L'ancien législateur et avocat de l'État du Missouri, Elbert Walton, s'est concentré sur l'effet du plan sur les Afro-Américains. «Il est injuste que les avocats élisent des juges. . . Il prive les gens de leurs droits et en particulier les Noirs. "  Lors d'une conférence de presse en février 2008, Walton a accusé le président du barreau du Missouri, Charlie Harris, un afro-américain,  d'ignorer l'effet du plan Missouri sur les Noirs. Walton a noté qu'aucun Afro-Américain n'avait jamais été élu à l'un des trois postes du barreau du Missouri à la Commission judiciaire d'appel, bien que beaucoup aient été nommés juges, et a suggéré que M. Harris "devrait avoir honte de lui-même" pour avoir soutenu un tel plan.  
Le gouverneur du Tennessee Phil Bredesen a critiqué la version du Plan Missouri de cet État pour des raisons similaires. 

### Ingérence politique
Le Wall Street Journal a écrit: «Si les récentes bagarres ont prouvé quelque chose, c'est que les tribunaux du Missouri sont tout aussi attachés à la politique qu'ils le sont dans d'autres états. La différence est qu'au Missouri, le processus se déroule à huis clos. " 
De même, le professeur Brian T. Fitzpatrick de l'Université de Vanderbilt a fait valoir que la politique fait sans aucun doute partie de la sélection judiciaire dans les États du Plan Missouri, écrivant: «En bref, je suis sceptique que la sélection au mérite enlève la politique de la sélection judiciaire. Au contraire, la sélection au mérite peut simplement rapprocher la politique de la sélection judiciaire des préférences idéologiques du barreau. "  Fitzpatrick note que «… si nous sommes prêts à accepter l'idée que les avocats se soucient des résultats des décisions judiciaires et que ces résultats sont corrélés aux préférences idéologiques des juges, alors nous pourrions nous attendre à ce que les commissions du mérite choisissent des juges qui partagent les préférences idéologiques du barreau plutôt que celles du public. " 
Le gouverneur du Tennessee, Phil Bredesen, a formulé des plaintes similaires. Il a fait remarquer: «Je pense que [les commissaires de nomination] ont été beaucoup trop politiques dans leur processus de sélection. Et ce qu'ils sont censés faire, c'est vous donner les meilleurs candidats dans le monde idéal. " 